# Avförtrollning

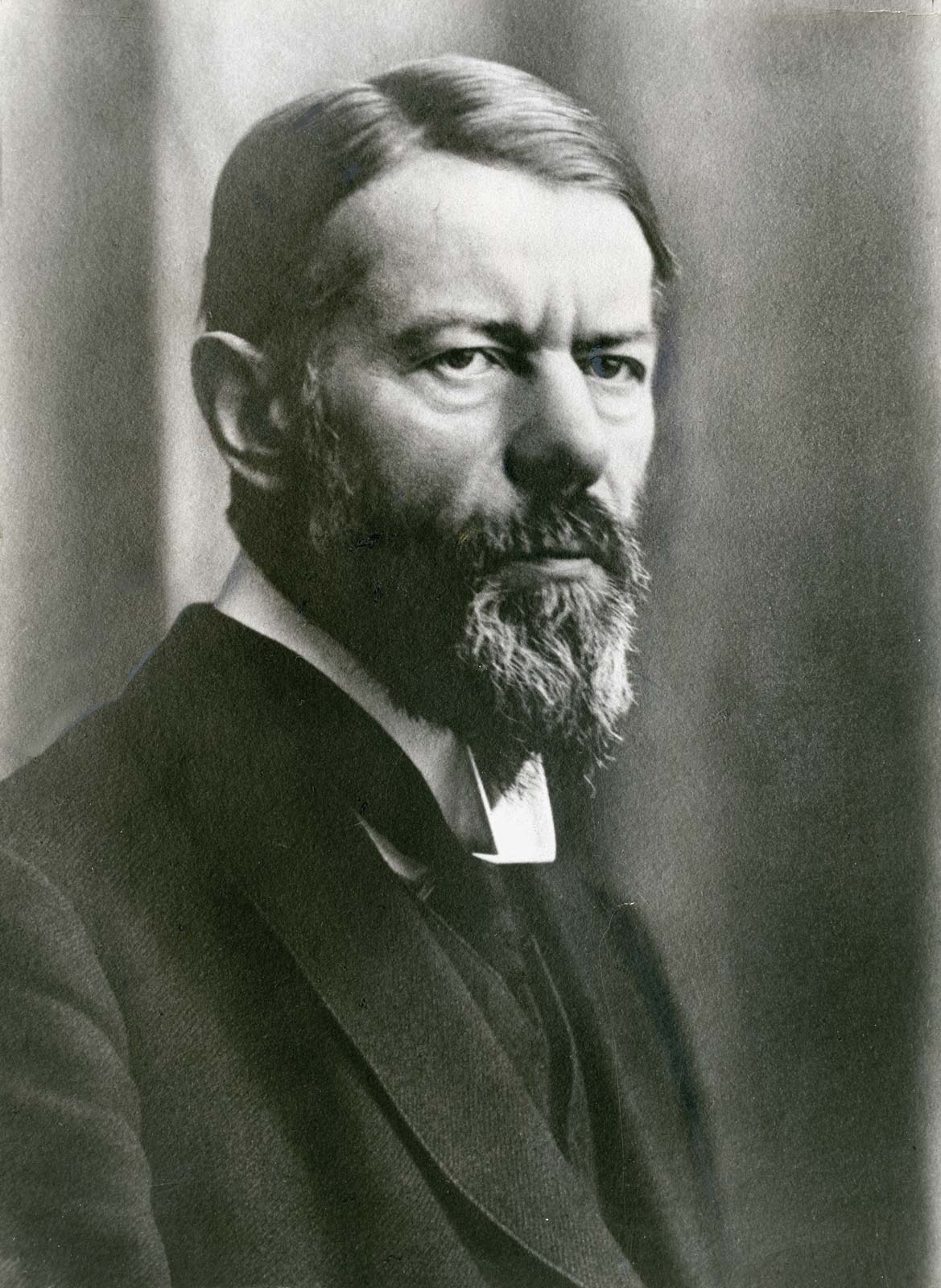
Max Weber, 1918.

Avförtrollning är inom sociologin, och senare även i andra samhällsvetenskaper, en process där religion och traditionella värden gradvis förlorar sin betydelse och ersätts av nya idéer och värderingar. En person som är förtrollad tror på övernaturliga krafter och har en känsla av förundran och respekt inför dem. Men när samhället blir mer rationellt och vetenskapligt inriktat, minskar tron på dessa övernaturliga krafter och människor börjar söka efter mer logiska förklaringar.
Max Weber, en tysk sociolog och filosof, ansåg att avförtrollning var en central del av den moderna världens utveckling. Han menade att religionens betydelse hade minskat successivt över tid och att vetenskapen hade tagit över som den dominerande källan till kunskap. Weber menade dock också att denna utveckling hade en baksida. Han menade att människor nu saknade en enhetlig världsbild och att olika värderingar och perspektiv inte längre kunde förenas på samma sätt som tidigare.
Weber menade att den moderna vetenskapen var en djupt nihilistisk verksamhet. Han ansåg att varje vetenskapligt resultat som var värt namnet måste "be om att överträffas och göras förlegad" i en process som aldrig skulle ta slut. Weber menade att det inte var självklart att något som var föremål för en sådan lag i sig var meningsfullt och rationellt. Weber menade att modern vetenskap hade demonterat alla andra källor till värdeskapande, vilket ledde till en fragmentering av värdesfärer.
Weber menade också att estetiska värden står nu i oförenlig antagonism till religiösa värden, vilket omvandlar "värdeomdömen (Werturteile) till smakomdömen (Geschmacksurteile)". Detta betyder att värderingar inte längre kan baseras på en gemensam uppfattning om vad som är rätt och fel utan snarare på personliga preferenser och smaker.